# Автобусный парк № 7 (Киев)
Автобусный парк № 7 — автопарк с вантовым кровельным покрытием на Дарнице в Киеве, образец индустриальной архитектуры. По определению CNN, автопарк — «Самый поразительный пример советского модернизма», «скрытая реликвия» предыдущей эпохи, которая «раньше считалась инновационным зданием».

## История
В середине 1960-х годов под автопарк № 7 выделили участок на Бориспольской улице, 15. Строительство продолжалось примерно восемь лет и завершилось 1973 году.
На предприятии работало около 1400 человек. В депо ежедневно обслуживалось 400 автобусов, которые осуществляли городские, междугородные и международные перевозки.
В апреле 1986 года, когда произошла Чернобыльская катастрофа, около 70 автобусов депо привлекли к эвакуации людей из Припяти.
Распад СССР и длительный экономический кризис привели к упадку предприятия. В 1990-х годах стало невозможным осуществление международных рейсов. В 2005 году отменили обслуживание городских маршрутов.
«Киевпастранс» использовал депо для хранения более 900 единиц непригодного к эксплуатации общественного транспорта. Постепенно здание пришло в упадок. Факт аварийности подтвердила государственная архитектурно-строительная инспекция. В 2015 году парк закрылся. Встал вопрос о сносе здания с последующей продажей участка под застройку. Несогласная с таким решением общественность призвала городскую власть сохранить уникальное сооружение. Соответствующую петицию поддержали 10000 киевлян.
В 2019 году депутаты горсовета Игорь Мирошниченко, Прохор Антоненко, Андрей Задерейко и Сергей Майзель инициировали создание рабочей группы при департаменте транспортной инфраструктуры Киевской горгосадминистрации, целью которой стало решение вопроса о сохранении автопарка № 7.

## Архитектура
Комплекс парка состоял из девятиэтажного административного корпуса, ремонтных цехов, цеха по производству автобусного стекла, автомойки. Однако самым уникальным зданием был гараж архитектора В. Зинкевича.
1960-е — 1970-е годы в СССР были временем увлечение космической темой. Во многих городах вырастали бетонные здания с окнами и витражами в виде иллюминаторов и огромными залами. Тенденции гигантомании отразились и в архитектуре депо. «Футуристическое сооружение» в стиле модернизма имело дискообразную, как гигантский НЛО, форму. Однако у работников автопарка были другие ассоциации. Её там прозвали «цирком» или «барабаном».
Уникальный инженерный объект, диаметром 160 метров, покрытый висящей шатровой крышей. Единственной опорой является 18-метровая башня в центре помещения. От неё к стенам тянутся 84 толстых стальных каната (ванты), на которых заключены железобетонные плиты. Площадь помещения составляет около 20 000 квадратных метров.
Внешняя стена депо состоит из закаленных стеклянных трубок, через которые в помещение проходит дневной свет. С помощью вытяжки в колонне-опоре из помещения удалялись выхлопные газы. Зимой здание хорошо отапливалось, поэтому на огромной площади всегда было более 20 градусов тепла.